# Breathing Underwater
Breathing Underwater è un singolo della cantante britannica Emeli Sandé, scelto come secondo estratto dal secondo album in studio Long Live the Angels, pubblicato nel 2016.
È stato accompagnato da un videoclip ufficiale, pubblicato il 9 novembre dello stesso anno su YouTube.

## Tracce
Download digitale
1. Breathing Underwater – 4:22 (Adele Emily Sandé, Chris Crowhurst)